# Apollos
Apollos, enligt Nya Testamentet (Apostlagärningarna och Paulus brev) en jude som kom ifrån Alexandria och undervisade om Jesus (trots att han bara kände till det dop som Johannes Döparen sägs ha genomfört).
Apollos underordnade sig aposteln Paulus och var hans medarbetare i Efesos och Korinth men det fanns meningsskiljaktigheter dem emellan. Han bidrog i hög grad till kristendomens utbredning och han anses av ett fåtal personer, bland andra Martin Luther, vara författaren till hebreerbrevet. Apollos fick ett parti uppkallat efter sig i Korinth, som blev känt för sitt lärda förakt för den paulinska predikans enfald. Apollos själv satte sig dock inte upp emot Paulus.